# Planet 18
Planet 18 je osrednja večerna informativna oddaja slovenske televizije Planet TV, ki je na sporedu vsak dan ob 18. uri, ter od ponedeljka do petka v krajši različici tudi po 22. uri. Oddajo izmenjaje vodijo Miran Tišič, Luka Svetina in Petra Vehovar odgovorni urednik novic je Uroš Urbanija.

## Zgodovina
Prva oddaja Planet 18 je bila predvajana v ponedeljek, 2. septembra 2019 in s tem nasledila dotedanjo informativno oddajo Danes oz. Planet Danes. Voditelja sta bila Valentina Plaskan in Mirko Mayer, poročila so bila na sporedu od ponedeljka do petka.
Mayer je kmalu po začetku nove oddaje postal odgovorni urednik informativnega programa Planet TV ter portala Siol.net. 16. decembra 2019 ga je na voditeljskem zamenjal Igor Krmelj, poročila pa od takrat vodi po en voditelj.
Jeseni 2021 je Plaskanova dobila novo tedensko pogovorno oddajo. V ponedeljek, 18. oktobra 2021 jo je na voditeljskem mestu zamenjala Katarina Braniselj.
Do sprememb je vnovič prišlo oktobra 2022, dotedanji voditelj Igor Krmelj je zaradi odhoda enega od sodelavcev postal sovoditelj oddaje Jutro na Planetu. V ponedeljek, 31. oktobra ga v oddaji Planet 18 zamenjal Miran Tišič.
Od sobote, 30. marca 2024 dalje oddajo vodi tudi Luka Svetina.
Voditeljica Katarina Braniselj je bila konec junija 2024 udeležena v hudi prometni nesreči, kar je povzročilo večmesečno odsotnost. 28. septembra 2024 jo na voditeljskem mestu zamenjala Petra Vehovar.

### Ekipa
- Voditelji: Miran Tišič, Luka Svetina, Petra Vehovar
- Novinarji: Peter Avsenik, Petra Cankar, Manca Dolinar, Lana Hrastelj, Lina Jelen, Vitomir Petrović, Barbara Pirh, Matej Podgoršek, Luka Svetina
- Voditelja vremenske napovedi: Ajda Mlakar, Matej Kirn Starič
- Dnevna urednika: Peter Avsenik, Nina Rebolj
- Odgovorni urednik: Uroš Urbanija